# Isla Toten
La isla Toten es una isla deshabitada que se encuentra fuera del puerto de Tanga, en Tanzania. Está dentro de la bahía de Tanga. La isla contiene las ruinas de dos mezquitas y tumbas. El nombre proviene de la palabra alemana para «cuerpos de muertos», en alusión a las numerosas tumbas de la isla. Hasta 1854 en la isla Toten todavía existían pobladores. En 1884 la gente restante se trasladó a lo que hoy en día es la ciudad de Tanga.